# فاثي (إففويا)
فاثي (Βαθύ) هي مدينة في إففويا في مقاطعة كينتريكي إلادا في اليونان.
يبلغ عدد سكانها حوالي 2,402 نسمة.